# کارلووس (مریلند)
کارلووس (به انگلیسی: Carlos) یک محدوده ثبت‌نشده در ایالات متحده آمریکا است که در شهرستان الیگنی، ایالت مریلند است و جمعیت آن در سرشماری سال ۲۰۱۰ میلادی، ۱۵۳ نفر بوده‌است.